# Gran Premio motociclistico "Expo 92" 1988
Il Gran Premio motociclistico "Expo 92" fu il quarto appuntamento del motomondiale 1988, inserito in calendario in sostituzione dell'inizialmente previsto Gran Premio motociclistico del Portogallo; si trattò dell'unica edizione di un Gran Premio con tale nome.
Si svolse il 1º maggio 1988 sul circuito di Jerez de la Frontera e registrò la vittoria di Eddie Lawson nella classe 500, di Juan Garriga nella classe 250 e di Jorge Martínez nella classe 80. Tra i sidecar, alla prima gara stagionale, si impose l'equipaggio Rolf Biland/Kurt Waltisperg.
Proprio Biland e Waltisperg nelle prove ufficiali ottennero uno storico primato, facendo segnare il tempo più veloce tra tutte le classi; era la prima volta che un sidecar batteva le 500 in qualifica.

## Classe 500
Nella classe regina il pilota statunitense Eddie Lawson ha ottenuto la seconda vittoria della stagione, consolidando in questo modo la sua prima posizione in classifica generale. Alle sue spalle il connazionale Wayne Rainey e l'australiano Kevin Magee.

### Arrivati al traguardo
| Pos. | Pilota               | Moto   | Tempo    | Griglia | Punti |
| ---- | -------------------- | ------ | -------- | ------- | ----- |
| 1    | Eddie Lawson         | Yamaha | 53.47.99 | 1       | 20    |
| 2    | Wayne Rainey         | Yamaha | 53.49.63 | 2       | 17    |
| 3    | Kevin Magee          | Yamaha | 53.55.66 | 3       | 15    |
| 4    | Christian Sarron     | Yamaha | 53.55.78 | 4       | 13    |
| 5    | Wayne Gardner        | Honda  | 54.16.62 | 5       | 11    |
| 6    | Didier de Radiguès   | Yamaha | 54.18.51 | 8       | 10    |
| 7    | Niall Mackenzie      | Honda  | 55.00.02 | 7       | 9     |
| 8    | Robert McElnea       | Suzuki | 55.25.41 | 11      | 8     |
| 9    | Marco Papa           | Honda  | 1 giro   | 13      | 7     |
| 10   | Alessandro Valesi    | Honda  | 1 giro   | 15      | 6     |
| 11   | Daniel Amatriaín     | Honda  | 1 giro   | 16      | 5     |
| 12   | Steve Manley         | Suzuki | 1 giro   | 22      | 4     |
| 13   | Rachel Nicotte       | Honda  | 1 giro   | 19      | 3     |
| 14   | Bruno Kneubühler     | Honda  | 2 giri   | 21      | 2     |
| 15   | Maarten Duyzers      | Honda  | 2 giri   | 24      | 1     |
| 16   | Nicholas Schmassmann | Honda  | 2 giri   | 25      |       |
| 17   | Josef Doppler        | Honda  | 2 giri   | 26      |       |
| 18   | Ian Pratt            | Suzuki | 2 giri   | 28      |       |

### Ritirati
| Pilota            | Moto      | Motivo | Griglia |
| ----------------- | --------- | ------ | ------- |
| Shunji Yatsushiro | Honda     |        | 12      |
| Ron Haslam        | Elf-Honda |        | 9       |
| Moreno Vacondio   | Suzuki    |        | 27      |
| Tony Carey        | Suzuki    |        | 29      |
| Raymond Roche     | Cagiva    |        | 18      |
| Andreas Leuthe    | Suzuki    |        | 23      |
| Kevin Schwantz    | Suzuki    |        | 6       |
| Marco Gentile     | Fior      |        | 17      |
| Fabio Barchitta   | Honda     |        | 14      |

### Non partito
| Pilota              | Moto  | Motivo | Griglia |
| ------------------- | ----- | ------ | ------- |
| Pierfrancesco Chili | Honda |        | 10      |

## Classe 250
Prima vittoria nel mondiale per lo spagnolo Juan Garriga che ha preceduto il giapponese Masahiro Shimizu e lo svizzero Jacques Cornu. La classifica provvisoria continua a essere capeggiata dallo spagnolo Sito Pons con il margine di 1 solo punto su Garriga e di 4 punti su Cornu.

### Arrivati al traguardo
| Pos. | Pilota               | Moto    | Tempo    | Griglia | Punti |
| ---- | -------------------- | ------- | -------- | ------- | ----- |
| 1    | Juan Garriga         | Yamaha  | 47.22.77 | 4       | 20    |
| 2    | Masahiro Shimizu     | Honda   | 47.28.38 | 9       | 17    |
| 3    | Jacques Cornu        | Honda   | 47.31.51 | 7       | 15    |
| 4    | Dominique Sarron     | Honda   | 47.31.96 | 5       | 13    |
| 5    | Jean-Philippe Ruggia | Yamaha  | 47.33.17 | 6       | 11    |
| 6    | Reinhold Roth        | Honda   | 47.46.95 | 12      | 10    |
| 7    | Anton Mang           | Honda   | 47.48.49 | 13      | 9     |
| 8    | Alberto Puig         | Honda   | 48.01.06 | 11      | 8     |
| 9    | Jean-Michel Mattioli | Yamaha  | 48.02.11 | 14      | 7     |
| 10   | Manfred Herweh       | Yamaha  | 48.06.76 | 10      | 6     |
| 11   | Stefano Caracchi     | Honda   | 48.09.90 | 22      | 5     |
| 12   | Donnie McLeod        | EMC     | 48.11.19 | 20      | 4     |
| 13   | Urs Lüzi             | Honda   | 48.12.12 | 16      | 3     |
| 14   | Harald Eckl          | Aprilia | 48.16.80 | 15      | 2     |
| 15   | Bruno Casanova       | Aprilia | 48.27.72 | 21      | 1     |
| 16   | Thierry Rapicault    | Fior    | 48.29.03 | 31      |       |
| 17   | Maurizio Vitali      | Yamaha  | 48.29.74 | 17      |       |
| 18   | Gary Cowan           | Yamaha  | 48.33.04 | 30      |       |
| 19   | Bruno Bonhuil        | Honda   | 48.35.28 | 33      |       |
| 20   | Engelbert Neumair    | Aprilia | 48.39.43 | 24      |       |
| 21   | Ivan Palazzese       | Yamaha  | 48.39.83 | 26      |       |
| 22   | Bernard Haenggeli    | Honda   | 48.53.37 | 28      |       |
| 23   | Jochen Schmid        | Honda   | 48.53.58 | 29      |       |
| 24   | René Delaby          | Yamaha  | 48.53.71 | 36      |       |

### Ritirati
| Pilota              | Moto    | Motivo | Griglia |
| ------------------- | ------- | ------ | ------- |
| Hans Lindner        | Honda   |        | 34      |
| Alain Bronec        | Honda   |        | 32      |
| August Auinger      | Aprilia |        | 27      |
| Paolo Casoli        | Garelli |        | 35      |
| Kevin Mitchell      | Yamaha  |        | 23      |
| Martin Wimmer       | Yamaha  |        | 18      |
| Loris Reggiani      | Aprilia |        | 19      |
| Luca Cadalora       | Yamaha  |        | 8       |
| Sito Pons           | Honda   |        | 2       |
| Jean-François Baldé | Rotax   |        | 3       |
| Carlos Lavado       | Yamaha  |        | 1       |

### Non qualificati
| Pilota              | Moto    |
| ------------------- | ------- |
| Urs Jücker          | Yamaha  |
| Massimo Matteoni    | Yamaha  |
| Javier Cardelús     | Aprilia |
| Guy Bertin          | Yamaha  |
| René Zanata         | Yamaha  |
| Jean-Francois Foray | Yamaha  |
| Jaime Torrens       | Cobas   |
| Juan Bravo          | Honda   |
| Hervé Duffard       | Honda   |
| Eddie Laycock       | EMC     |
| Luis Carlos Maurel  | Cobas   |

### Non partito
| Pilota             | Moto |
| ------------------ | ---- |
| Christian Boudinot | Fior |

## Classe 80
Il podio della classe 80 è stato monopolizzato da piloti spagnoli alla guida di motociclette Derbi: nell'ordine sono giunti Jorge Martínez (campione mondiale in carica e capoclassifica provvisorio), Manuel Herreros e Àlex Crivillé.

### Arrivati al traguardo
| Pos. | Pilota             | Moto    | Tempo    | Griglia | Punti |
| ---- | ------------------ | ------- | -------- | ------- | ----- |
| 1    | Jorge Martínez     | Derbi   | 37.36.39 | 1       | 20    |
| 2    | Manuel Herreros    | Derbi   | 37.36.64 | 4       | 17    |
| 3    | Àlex Crivillé      | Derbi   | 37.36.92 | 2       | 15    |
| 4    | Stefan Dörflinger  | Krauser | 37.57.62 | 3       | 13    |
| 5    | Peter Öttl         | Krauser | 38.10.99 | 6       | 11    |
| 6    | Giuseppe Ascareggi | BBFT    | 38.18.49 | 11      | 10    |
| 7    | Gabriele Gnani     | Gnani   | 38.22.70 | 13      | 9     |
| 8    | Bogdan Nikolov     | Krauser | 38.23.07 | 5       | 8     |
| 9    | Juhász Károly      | Krauser | 38.43.70 | 12      | 7     |
| 10   | Jos van Dongen     | Casal   | 38.47.40 | 19      | 6     |
| 11   | René Dünki         | Krauser | 38.48.14 | 9       | 5     |
| 12   | Jacques Bernard    | Fantic  | 38.50.63 | 15      | 4     |
| 13   | Günter Schirnhofer | Krauser | 38.50.98 | 17      | 3     |
| 14   | Javier Arumi       | Krauser | 39.08.89 | 18      | 2     |
| 15   | Jaime Mariano      | Cobas   | 39.09.12 | 8       | 1     |
| 16   | Ian McConnachie    | Autisa  | 39.36.13 | 10      |       |
| 17   | Reiner Koster      | Casal   | 1 giro   | 22      |       |
| 18   | Emilio Palencia    | Arbizu  | 1 giro   | 24      |       |
| 19   | Javier Debon       | Huvo    | 1 giro   | 28      |       |
| 20   | Philippe Desmet    | Autisa  | 1 giro   | 32      |       |
| 21   | Joaquin Gali       | Krauser | 1 giro   | 31      |       |
| 22   | Adrie Nijenhuis    | Casal   | 1 giro   | 29      |       |
| 23   | Heinz Paschen      | Kiefer  | 1 giro   | 26      |       |
| 24   | Thomas Engl        | Krauser | 1 giro   | 33      |       |

### Ritirati
| Pilota            | Moto      | Motivo | Griglia |
| ----------------- | --------- | ------ | ------- |
| Antonio Sanchez   | Cobas     |        | 21      |
| Stuart Edwards    | Casal     |        | 20      |
| Serge Julin       | Casal     |        | 16      |
| Herri Torrontegui | Autisa    |        | 7       |
| Alberto Fernández | Minarelli |        | 34      |
| Jorge Cabanes     | Autisa    |        | 30      |
| Stefan Brägger    | Casal     |        | 23      |
| Jose Saez         | Autisa    |        | 14      |
| Paul Bordes       | RB        |        | 25      |
| Javier Navarro    | Casal     |        | 35      |
| Juan Esteve       | Autisa    |        | 27      |

## Classe sidecar
La gara dei sidecar è condizionata dalla pioggia, che spinge i piloti (in particolare Steve Webster e Alain Michel) a far sospendere la corsa dopo 3 giri; l'equipaggio Rolf Biland-Kurt Waltisperg, in testa dopo il via, era già stato protagonista di un testacoda. Dopo la seconda partenza, con nuovi pneumatici, gli svizzeri prendono il comando e si aggiudicano la vittoria, insidiati solo da Egbert Streuer-Bernard Schnieders; il terzo posto va a Steve Webster-Tony Hewitt.

### Arrivati al traguardo (posizioni a punti)[4]
| Pos | Pilota           | Passeggero          | Moto          | Tempo    | Punti |
| --- | ---------------- | ------------------- | ------------- | -------- | ----- |
| 1   | Rolf Biland      | Kurt Waltisperg     | LCR-Krauser   | 49'05"45 | 20    |
| 2   | Egbert Streuer   | Bernard Schnieders  | LCR-Yamaha    | 49'07"38 | 17    |
| 3   | Steve Webster    | Tony Hewitt         | LCR-Krauser   | 49'38"50 | 15    |
| 4   | Barry Brindley   | Graham Rose         | LCR-Yamaha    | 50'27"06 | 13    |
| 5   | Alain Michel     | Jean-Marc Fresc     | LCR-Krauser   | 50'33"14 | 11    |
| 6   | Steve Abbott     | Shaun Smith         | Windle-Yamaha | 50'52"18 | 10    |
| 7   | Theo van Kempen  | Simon Birchall      | LCR-Yamaha    |          | 9     |
| 8   | Derek Jones      | Peter Brown         | LCR-Yamaha    |          | 8     |
| 9   | Wolfgang Stropek | Hans-Peter Demling  | LCR-Krauser   |          | 7     |
| 10  | Alfred Zurbrügg  | Martin Zurbrügg     | LCR-Yamaha    |          | 6     |
| 11  | Masato Kumano    | Markus Fährni       | LCR-Yamaha    |          | 5     |
| 12  | Bernd Scherer    | Thomas Schröder     | BSR-Krauser   |          | 4     |
| 13  | Dennis Bingham   | Gary Irlam          | LCR-Yamaha    |          | 3     |
| 14  | Yvan Nigrowsky   | Martial Charpentier | Seymaz-JPX    |          | 2     |
| 15  | Fritz Stölzle    | Hubert Stölzle      | LCR-Krauser   |          | 1     |